# 童朝晖
童朝晖（1965年—），湖北蕲春人。现任首都医科大学附属北京朝阳医院副院长、北京市呼吸疾病研究所副所长，教授、博士生导师、卫生部应急专家。

## 生平
1983-1988年就读于湖北医科大学(今武汉大学医学部）医疗系，获医学学士学位；1995年获中国协和医科大学医学硕士学位；2002年获德国埃森大学医学博士学位。1988年7月到首都医科大学北京朝阳医院工作。2003年參與治療SARS，成为SARS病房主任，期間收治過100余名SARS患者且无一例死亡。童曾以卫生部应急专家的身份，被派到中国各地救治重症H5N1、H1N1、H7N9、青海鼠疫、央视火灾、兰州石化爆炸、南京塑料厂爆炸、平顶山矿难、安徽宿州光气中毒等患者。2013年，童朝晖升任首都医科大学附属北京朝阳医院副院长。2020年1月18日，童朝晖到达武汉，负责救治2019冠状病毒病感染的危重症患者，与邱海波、杜斌、管向东、赵蓓蕾、康焰、姜利、郑瑞强并称为武汉抗疫期间的“重症八仙”。
2013年，童朝晖被评选为武汉大学第七届杰出校友（全球共7人）。